# تعطیلات در آمریکا
تعطیلات در آمریکا (ایتالیایی: Vacanze in America) یک فیلم کمدی ایتالیایی به کارگردانی کارلو وانتسینا است که در سال ۱۹۸۴ منتشر شد.

## بازیگران
- جری کالا
- کریستین دسیکا
- کلاودیو آمندولا
- آنتونلا اینترلنگی
- ادویژ فنش
- جانمارکو تونیاتسی
- انتسو لیبرتی